# Sławomir Rotkiewicz
Sławomir Rafał Rotkiewicz (ur. 7 czerwca 1954 we Wrocławiu) – polski pięcioboista nowoczesny. Dwukrotny drużynowy mistrz świata (1977, 1978), Brązowy medalista mistrzostw świata indywidualnie (1977).
Był zawodnikiem AZS-AWF Warszawa (1965-1971), Lotnika Warszawa (1972-1975) i od 1976 Legii Warszawa. Początkowo uprawiał pływanie, pięciobojem zajął się w 1972. Jego największym sukcesem w karierze było drużynowe mistrzostwo świata w 1977 i 1978 (w obu startach razem z Januszem Pyciak-Peciakiem i Zbigniewem Paceltem) oraz brązowy medal mistrzostw świata indywidualnie w 1977. Na mistrzostwach świata w 1978 indywidualnie zajął 11 miejsce. Dwukrotnie zdobywał brązowy medal mistrzostw Polski (1976, 1977). Na Igrzyskach Olimpijskich w Montrealu (1976) był rezerwowym
W 1979 ukończył studia na Wydziale Samochodów i Maszyn Roboczych Politechniki Warszawskiej i w tym samym roku wyemigrował do USA, gdzie zamieszkał w Houston.
Starszy brat Anny Rotkiewicz.